# Elaphoglossum murkelense
Elaphoglossum murkelense là một loài dương xỉ trong họ Dryopteridaceae. Loài này được M.Kato mô tả khoa học đầu tiên năm 1992.
Danh pháp khoa học của loài này chưa được làm sáng tỏ. 